# Groupe BRL
Pour les articles homonymes, voir BRL.
Le Groupe BRL, anciennement Compagnie Nationale d'Aménagement de la Région du Bas-Rhône et du Languedoc, est une société anonyme d'économie mixte située à Nîmes (Gard), fondée en 1955.
Elle a été créée dans le but de favoriser l'aménagement régional dans le Bas-Rhône et le Languedoc. Avant 2008, le groupe était concessionnaire de l'État pour la gestion de l'eau et le développement rural dans cette région. Depuis 2008, elle est concessionnaire de la région Languedoc-Roussillon puis depuis 2014 de la région Occitanie.
Le groupe conçoit, construit et met en œuvre des projets pour l'aménagement du territoire. Ses clients principaux sont les collectivités, les agriculteurs et les entreprises privées. Depuis sa création, le groupe s’est diversifié dans plusieurs secteurs, et a également étendu ses activités à l'international.

## Histoire
En 1946 est créée la première commission d'aménagement dite du Bas-Rhône pour l'aménagement de l'irrigation de la Camargue dont le président est Philippe Lamour.
Le 3 février 1955, la Compagnie Nationale d'Aménagement de la Région du Bas-Rhône et du Languedoc (CNARBRL) est fondée par décret,. Société commerciale à actionnariat majoritairement public, elle reçoit en 1956 une concession de 75 ans pour la conception, l'exécution et l'exploitation d'ouvrages hydrauliques contribuant au développement économique du Languedoc-Roussillon. Ces travaux sont déclarés d'utilité publique.
En 1993, la CNARBRL se transforme en société d'économie mixte avec la création de plusieurs filiales.
En 1995, la CNARBRL est porteuse du projet de transfert d'eau Rhône-Barcelone, dont la réalisation est mise en suspens à la fin des années 2000.
En 2008 la région Languedoc-Roussillon devient concessionnaire du réseau et en 2009, la holding du groupe change de nom : la Compagnie Nationale d'Aménagement de la Région du Bas-Rhône et du Languedoc (CNARBRL) devient le Groupe BRL.
En janvier 2010, un avenant au traité de concession est signé entre BRL et la région Languedoc-Roussillon, actualisant le périmètre et prolongeant la durée de la concession jusqu’en 2051.
À la suite de la fusion des anciennes régions Languedoc-Roussillon et Midi-Pyrénées par la réforme territoriale de 2014, la région Occitanie est créée et devient le principal actionnaire de la société, détenant plus de 49 % des actions. 

## Réseau Hydraulique Régional
Le Réseau Hydraulique Régional (RHR), propriété de la Région Occitanie, est un élément important du Service Public Régional de l’Eau. Conçu et réalisé par le Groupe BRL, il s'étend sur près de 300 communes des départements de l'Aude, du Gard et de l'Hérault. Le RHR, à partir des ressources en eaux issues du Rhône ou de réservoirs de stockage provenant de différents barrages, assure l'approvisionnement en eau potable de plus de 1,5 million de personnes et l'irrigation de 9 000 exploitations agricoles,.
Actuellement, des études sont en cours pour étendre le Réseau Hydraulique Régional aux départements de l'Aude et des Pyrénées-Orientales, pour mieux faire face aux sécheresses persistantes,.

## Activités
Aménagement hydraulique et développement rural
- Des missions de service public pour la maîtrise générale de l'eau.
- Des activités de bureau d'études et d'ingénierie.

Le groupe BRL est constitué de trois filiales métiers, d'une entreprise créée avec Météo France et Airbus Defence & Space, ainsi que de plusieurs filiales à l'étranger.  

### BRL, maison mère
Holding du groupe, elle rassemble l'ensemble des services supports du groupe. Elle est responsable du patrimoine concédé par la Région Occitanie, des départements et d’autres acteurs locaux. Elle assure la maîtrise d'ouvrage des travaux de modernisation et d'extension de ce réseau.

### BRL Exploitation
BRL Exploitation assure l’exploitation du Réseau Hydraulique Régional concédé à BRL en Occitanie, ainsi que d’un ensemble d’ouvrages hydrauliques situés dans d’autres régions françaises. Ses activités couvrent la gestion de réseaux de distribution d’eau destinés à l’irrigation, à l’eau potable, à l’eau industrielle et à l’assainissement.  
Elle exploite notamment en 2025 :
- Plus de 100 stations de pompage, de capacités allant de 50 kW à 8 000 kW
- 16 barrages et retenues, incluant des microcentrales hydroélectriques
- 6 usines de production d’eau potable, pouvant alimenter jusqu’à un million de personnes en période estivale
- Un réseau hydraulique composé de 106 km de canaux et environ 5 000 km de conduites enterrées

BRL Exploitation assure également la distribution d’eau brute aux agriculteurs, aux industriels et aux particuliers. Elle est partenaire de certaines collectivités locales pour l’exploitation de leurs réseaux d’eau potable et d’assainissement. 

Galerie des infrastructures exploitées par BRL Exploitation :
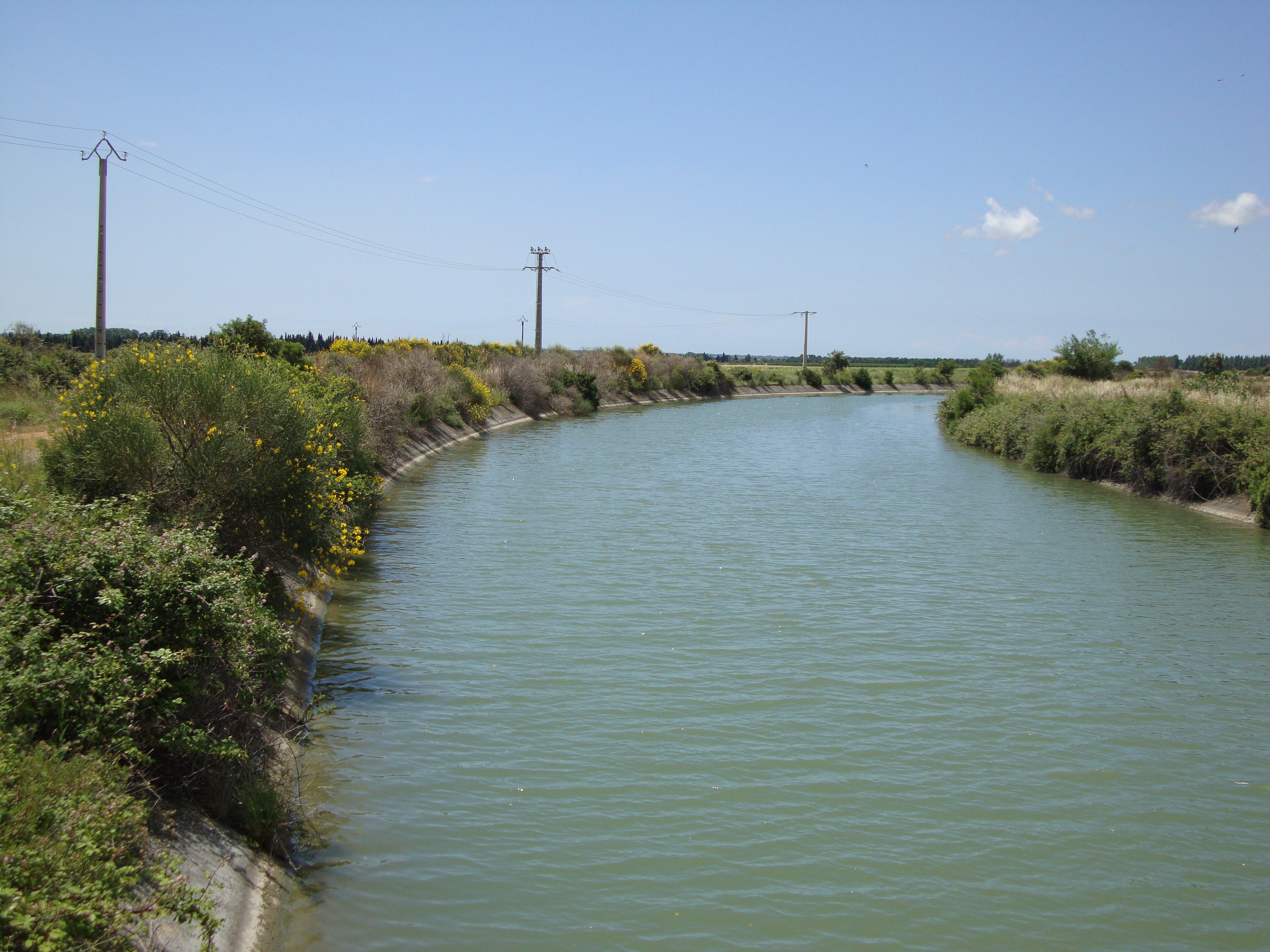
Canal du Bas-Rhône (Occitanie)
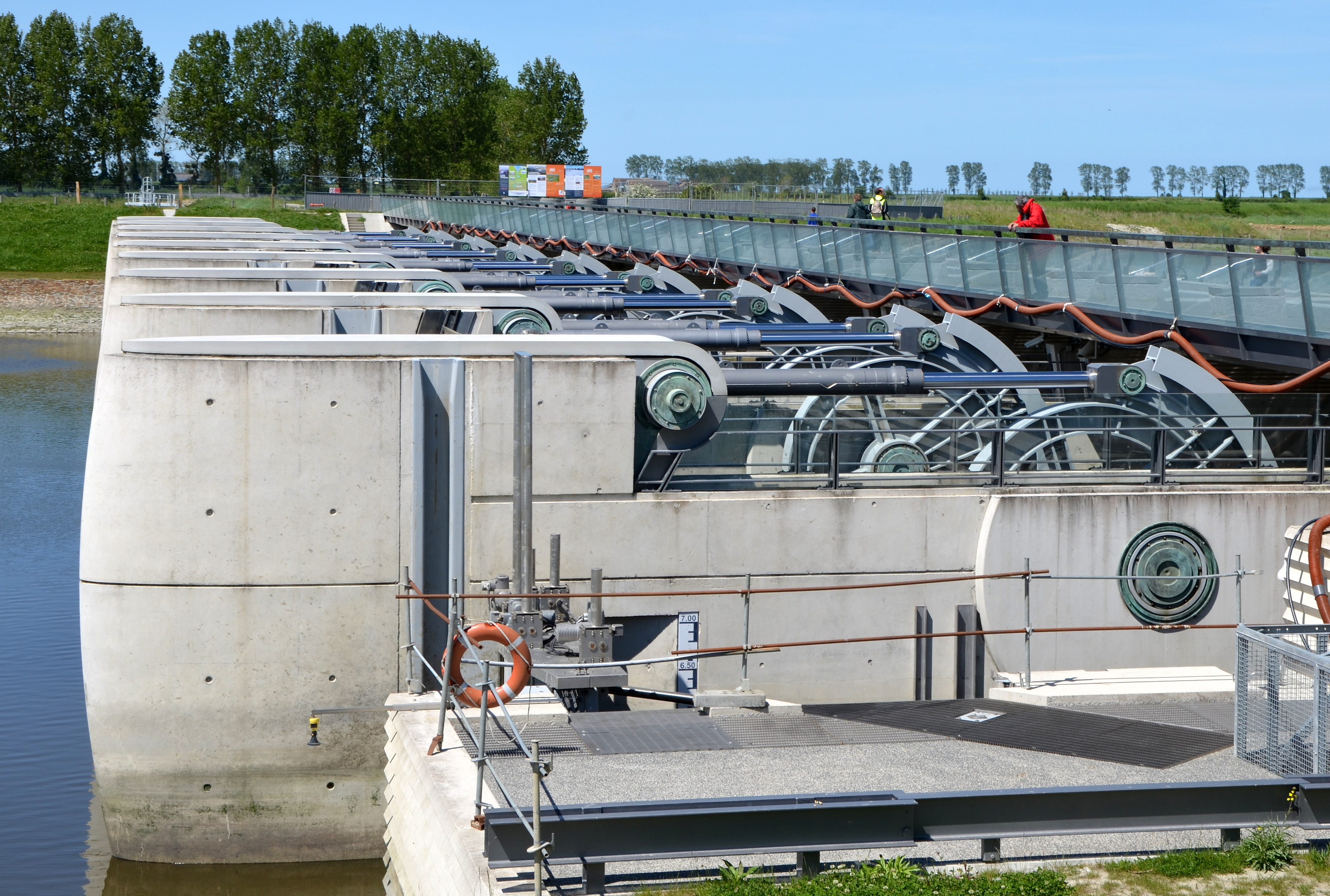
Barrage sur le Couesnon au Mont St Michel (Bretagne)
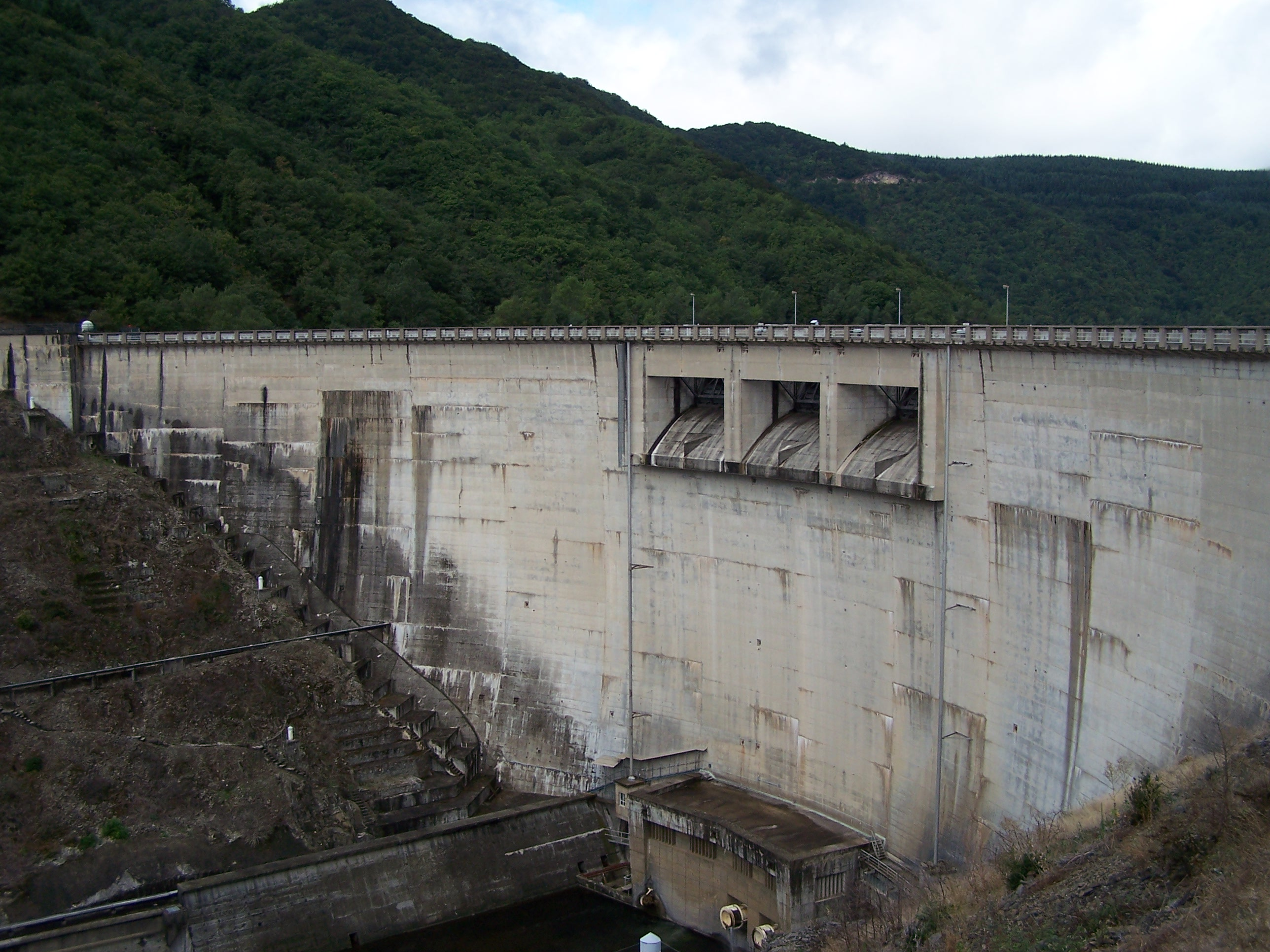
Barrage des monts d'Orb (Occitanie)
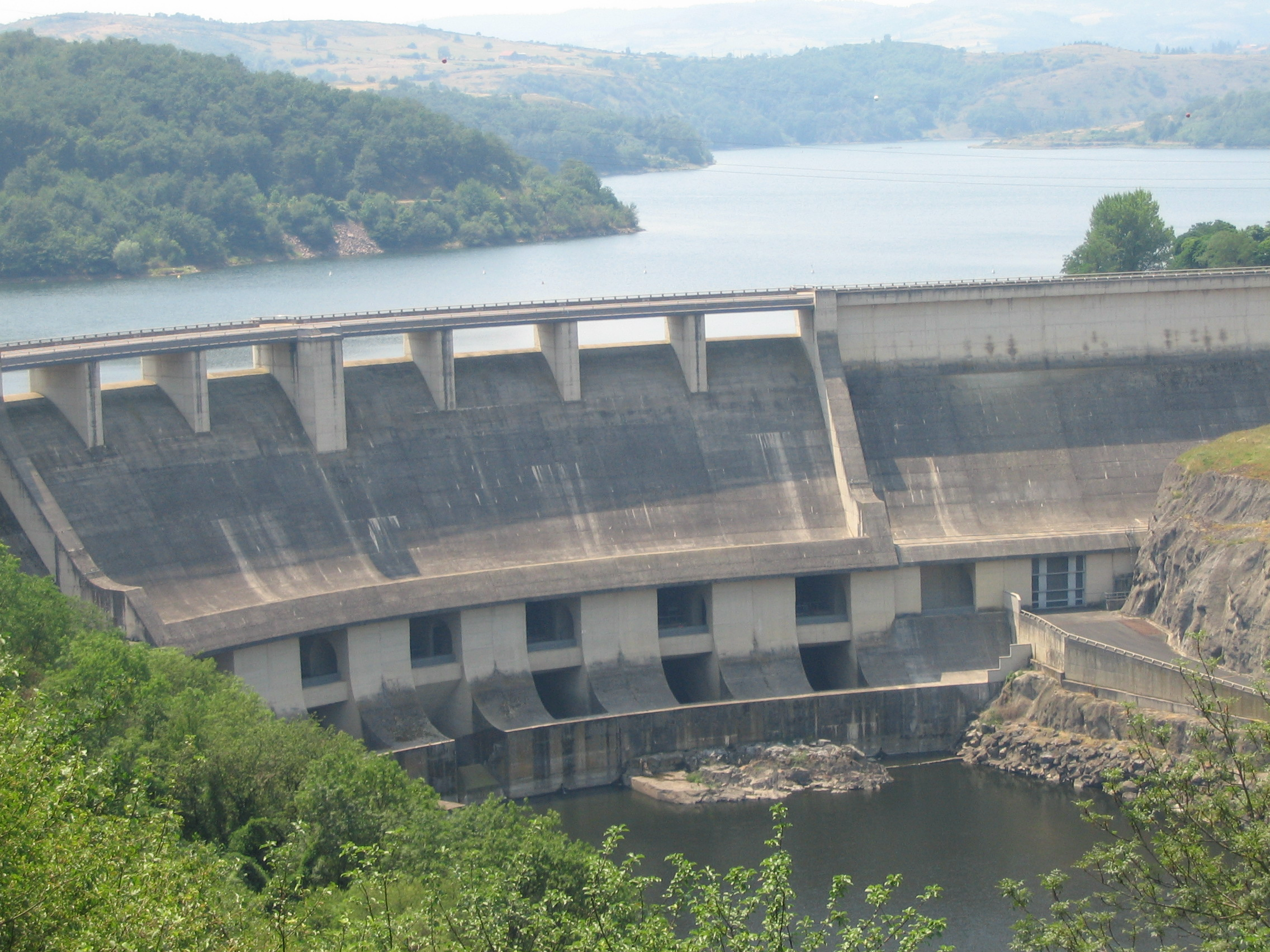
Barrage de Villerest (Auvergne-Rhône-Alpes)

### BRL Ingénierie
BRL Ingénierie intervient en France et à l'international dans les domaines de l'eau, de l'environnement et de l'aménagement du territoire. Elle conçoit des solutions pour les besoins du Réseau Hydraulique Régional et pour de nombreux autres clients en France ou à l'étranger.  
Elle mène également des actions d’accompagnement telles que la concertation, la formation, le développement territorial, l’émergence de nouvelles filières agricoles, l’appui aux collectivités, ainsi que la prise en compte des enjeux sociaux et environnementaux. La moitié de son chiffre d'affaires est réalisée à l'international.  

### BRL Espaces Naturels
BRL Espaces Naturels est la filiale « environnement végétal » du groupe. Elle est spécialisée dans l'aménagement et l'entretien de grands espaces paysagers, publics ou privés.  

### PREDICT Services
Créée en 2006 avec Météo France et Airbus Defence & Space, PREDICT Services propose une expertise dans la prévention des risques naturels et aide les communes et les entreprises à prendre des décisions face aux catastrophes naturelles.  

## Direction

### Présidents, présidents du directoire ou directeurs généraux
- 1955-1974 : Philippe Lamour[17]
- 1989-1992 : Henri Pommeret
- 1992-1999 : Jean-Louis Blanc[18]
- 1999-2003 : Jean-Pierre Brunel
- 2003-2004 : Pierre Lescaut[19]
- 2004-2012 : Claude Allet[20]
- depuis 2012 : Jean-François Blanchet[21],[22]

## Historique du logo

Logo actuel